# Lars-Olof Ekeberg
Lars-Olof Ekeberg, född 7 maj 1912 i Jakobs församling, Stockholms stad, död 30 december 2000 i Danderyds församling, Stockholms län, var en svensk ämbetsman och direktör.

## Biografi
Lars-Olof Ekeberg föddes 1912 i Stockholm. Han var son till riksmarskalken Birger Ekeberg och Brita Swartz. Ekeberg avlade juridisk kandidatexamen 1936 och tjänstgjorde 1936–1939 vid Tingsrätten. Han var från 1939 till 1943 fiskal i Göta hovrätt, från 1944 till 1945 sekreterare i arbetsmarknads kommunalnämnden och var från 1945 till 1947 tillförordnande förste kanslisekreterare i Finansdepartementet. Ekeberg var från 1946 till 1949 förste kanslisekreterare i Handelsdepartementet och var från 1949 vice verkställande direktör för Pappersmasseförbundet, ordinarie från 1951.
Ekeberg blev 1952 kammarherre och var från 1954 ledamot av Djursholms samskola och STF. Han var även ledamot av stadsfullmäktige i Djursholm. Ekeberg var 1972–1974 rikshärold i Sverige och 1972–1974 och 1976–1979 vice ceremonimästare.

### Familj
Ekeberg gifte sig 1936 med Maud Lagercrantz (1911–1971), dotter till advokaten Ivar Lagercrantz och Hildur Sundström.